# Katolicki Uniwersytet Pétera Pázmánya
Katolicki Uniwersytet Pétera Pázmánya (węg. Pázmány Péter Katolikus Egyetem) – katolicka szkoła wyższa, zarządzana przez Konferencję Biskupów Węgier, z główną siedzibą w Budapeszcie.
Uczelnia została założona w 1635 w Nagyszombat (obecnie Trnawa) przez kardynała Pétera Pázmánya. Początkowo składała się z dwóch wydziałów: teologicznego i filozoficznego.  W 1777 uniwersytet został przeniesiony do Budy, a w 1784 do Pesztu.
Od 1921 uczelnia funkcjonowała pod nazwą Uniwersytet Pétera Pázmánya. W 1950 została zreorganizowana, dotychczasowy Wydział Teologii został przekształcony w Katolicki Uniwersytet Pétera Pázmánya, a pozostała część w państwowy Uniwersytet im. Loránda Eötvösa. 
W 1993 węgierskie Zgromadzenie Narodowe przyznało uczelni status równy uniwersytetom państwowym. 

## Wydziały
- Wydział Teologii

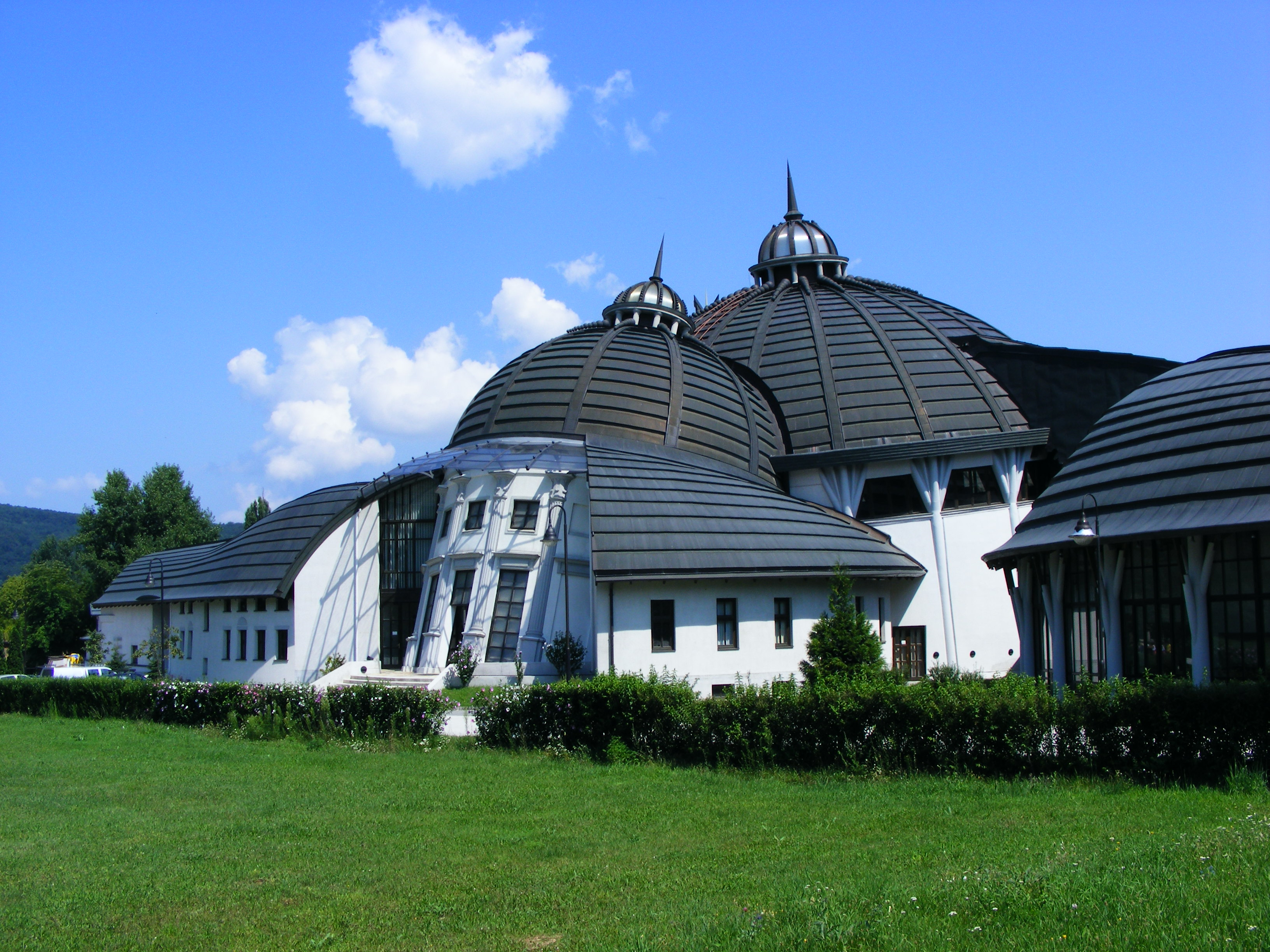
Główny budynek Wydziału Nauk Humanistycznych, zaprojektowany przez Imre Makovecza

- Wydział Nauk Humanistycznych i Społecznych, tzw. Stephaneum z siedzibą w Piliscsaba
- Wydział Prawa i Nauk Politycznych
- Wydział Technologii Informatycznych
- Instytut Prawa Kanonicznego

## Źródła
- Historia. ppke.hu. [zarchiwizowane z tego adresu (2019-06-04)]. na stronie uczelni